# ロイ・ホジソン
ロイ・ホジソン（Roy Hodgson, 1947年8月9日 - ）は、イングランド出身の元サッカー選手・サッカー指導者。

## 経歴
クリスタル・パレスなどでプレーした後、スウェーデンのクラブチーム・ハルムスタッズBKで指導者としてのスタートを切る。以来、地元イングランドや北欧のクラブの監督を務め、1994年のFIFAワールドカップ・アメリカ大会ではスイス代表の指揮を執った。
その後もインテル・ミラノなどの監督を歴任し、2001年から2年間UAE、2006年から2007年にかけてフィンランドの代表監督をそれぞれ務め、2007年12月からはイングランド・プレミアリーグ・フラムFCの監督に就任した。
フラムでは、シーズン途中からの就任となった2007-08シーズンで残留に成功。2008-09シーズンは、DFブレデ・ハンゲラン、GKマーク・シュワルツァーらを中心に堅い守備陣を構築、リーグ7位でUEFAヨーロッパリーグ出場権を獲得した。翌シーズンはプレミアリーグ12位、FAカップで準決勝進出、UEFAヨーロッパリーグ準優勝というクラブ史上最も輝かしい成績を上げた。
2010年7月1日、ラファエル・ベニテス退任後のリバプールに引き抜かれ、監督就任。だが、クラブは2桁順位に沈み、2011年1月8日に解任された。2011年2月11日、ウェスト・ブロムウィッチ・アルビオンFCの監督に就任。チームを再び残留へと導いた。
2012年5月1日、空席となっていたイングランド代表監督への就任が発表された。UEFA EURO 2012ではグループリーグを突破し、準々決勝でイタリア代表に敗れた。2014 FIFAワールドカップではグループリーグで敗退したが、イングランド代表監督に留任した。UEFA EURO 2016ではグループリーグを突破し、ラウンドオブ16でアイスランド代表に敗れた後、イングランド代表監督を辞任した。
2017年9月、クリスタル・パレスFCの監督に就任。粘り強くプレミアリーグに残留させ、2021年5月に2020-21シーズン終了後に退任することが発表された。
2022年5月4日午後（現地時間）ケンブリッジ公爵ウィリアム王子から大英帝国勲章コマンダーを授与される。その際、降格圏にいたワトフォードFCの監督を今シーズン内で辞任し、監督業を引退する意思を表明した。
2023年3月21日、パトリック・ヴィエラの後任としてクリスタル・パレスの監督に就任、監督業に復帰した。2024年2月19日、クリスタル・パレスの監督を辞任することを発表した。

## 監督成績
2024年2月19日現在
| クラブ               | 国                   | 就任           | 退任           | 記録  | 記録 | 記録 | 記録 | 記録   |
| クラブ               | 国                   | 就任           | 退任           | 試    | 勝   | 分   | 敗   | 勝率   |
| -------------------- | -------------------- | -------------- | -------------- | ----- | ---- | ---- | ---- | ------ |
| ハルムスタッド       | スウェーデンの旗     | 1976年1月1日   | 1980年9月30日  | 130   | 52   | 45   | 33   | 040.00 |
| ブリストル           | イングランドの旗     | 1982年1月3日   | 1982年4月30日  | 21    | 3    | 5    | 13   | 014.29 |
| エーレブルー         | スウェーデンの旗     | 1983年1月1日   | 1984年6月30日  | 48    | 24   | 15   | 9    | 050.00 |
| マルメ               | スウェーデンの旗     | 1985年4月15日  | 1989年11月15日 | 165   | 98   | 38   | 29   | 059.39 |
| ヌーシャテル         | スイスの旗           | 1990年7月1日   | 1991年12月31日 | 67    | 26   | 24   | 17   | 038.81 |
| スイス代表           | スイスの旗           | 1992年1月26日  | 1995年11月15日 | 41    | 21   | 10   | 10   | 051.22 |
| インテル             | イタリアの旗         | 1995年10月5日  | 1997年5月25日  | 89    | 40   | 26   | 23   | 044.94 |
| ブラックバーン       | イングランドの旗     | 1997年6月1日   | 1998年11月21日 | 63    | 22   | 18   | 23   | 034.92 |
| インテル             | イタリアの旗         | 1999年4月27日  | 1999年6月30日  | 6     | 2    | 0    | 4    | 033.33 |
| チューリッヒ         | スイスの旗           | 1999年8月2日   | 2000年6月30日  | 34    | 14   | 10   | 10   | 041.18 |
| コペンハーゲン       | デンマークの旗       | 2000年7月1日   | 2001年6月30日  | 33    | 17   | 12   | 4    | 051.52 |
| ウディネーゼ         | イタリアの旗         | 2001年6月21日  | 2001年12月10日 | 17    | 7    | 5    | 5    | 041.18 |
| UAE代表              | アラブ首長国連邦の旗 | 2002年4月9日   | 2004年1月14日  | 2     | 0    | 1    | 1    | 000.00 |
| バイキング           | ノルウェーの旗       | 2004年7月11日  | 2005年12月20日 | 50    | 23   | 11   | 16   | 046.00 |
| フィンランド代表     | フィンランドの旗     | 2006年1月16日  | 2007年11月30日 | 15    | 6    | 7    | 2    | 040.00 |
| フラム               | イングランドの旗     | 2007年12月30日 | 2010年7月1日   | 128   | 50   | 32   | 46   | 039.06 |
| リヴァプール         | イングランドの旗     | 2010年7月1日   | 2011年1月8日   | 31    | 13   | 9    | 9    | 041.94 |
| WBA                  | イングランドの旗     | 2011年2月11日  | 2012年5月13日  | 54    | 20   | 13   | 21   | 037.04 |
| イングランド代表     | イングランドの旗     | 2012年5月14日  | 2016年6月27日  | 56    | 33   | 15   | 8    | 058.93 |
| U-21イングランド代表 | イングランドの旗     | 2013年7月31日  | 2013年8月13日  | 1     | 1    | 0    | 0    | 100.00 |
| クリスタル・パレス   | イングランドの旗     | 2017年9月12日  | 2021年5月23日  | 162   | 54   | 38   | 70   | 033.33 |
| ワトフォード         | イングランドの旗     | 2022年1月25日  | 2022年5月22日  | 18    | 2    | 3    | 13   | 011.11 |
| クリスタル・パレスFC | イングランドの旗     | 2023年3月21日  | 2024年2月19日  | 38    | 12   | 10   | 16   | 031.58 |
| 合計                 | 合計                 | 合計           | 合計           | 1,269 | 540  | 347  | 382  | 042.55 |

## タイトル

### 個人
- プレミアリーグ月間最優秀監督：4回（1997年8月、1997年12月、2009年10月、2010年2月）